# 쿠웨이트의 종교
쿠웨이트의 종교 (2020년 12월 31일)
쿠웨이트의 국교는 이슬람교이며, 시민권자의 대다수가 무슬림이다.
소규모 토착 기독교인 및 바하이교인도 존재한다. 쿠웨이트 내 대부분의 재외국민은 무슬림, 힌두교인, 기독교인 또는 불교도이다.

## 이슬람교
쿠웨이트의 국교는 말리크파 계열의 수니파 이슬람교이다. 대부분의 무슬림 쿠웨이트 시민권자들은 수니파이다. 시아파 무슬림들은 쿠웨이트 내에서 상당히 소수 종파이며, 몇몇 다른 무슬림 종파들도 쿠웨이트에 존재는 하나 아주 극소수이다. 쿠웨이트를 다스리는 사바 가문 (에미르 포함)은 수니파의 말리크파를 신봉한다.
2019년, 백만 명이 넘는 비시민권자 무슬림들이 쿠웨이트에 거주했었다.

### 인구 추정치
| 민족별 쿠웨이트의 종교 (2023년 1월 1일) | 민족별 쿠웨이트의 종교 (2023년 1월 1일) | 민족별 쿠웨이트의 종교 (2023년 1월 1일) | 민족별 쿠웨이트의 종교 (2023년 1월 1일) | 민족별 쿠웨이트의 종교 (2023년 1월 1일) |
| --------------------------------------- | --------------------------------------- | --------------------------------------- | --------------------------------------- | --------------------------------------- |
|                                         |                                         |                                         |                                         |                                         |
| 이슬람교                                | 쿠웨이트인                              |                                         | 99.97%                                  |                                         |
| 이슬람교                                | 비쿠웨이트인                            |                                         | 63.02%                                  |                                         |
| 기독교                                  | 쿠웨이트인                              |                                         | 0.01%                                   |                                         |
| 기독교                                  | 비쿠웨이트인                            |                                         | 26.08%                                  |                                         |
| 힌두교 및 그 외                         | 쿠웨이트인                              |                                         | 0%                                      |                                         |
| 힌두교 및 그 외                         | 비쿠웨이트인                            |                                         | 10.88%                                  |                                         |

종교별 소속을 밝히는 공식적인 인구 조사는 존재하지 않는다. 인구 추정치는 시간에 따라 다양하며. 2001년에, 추정 상 수니파 쿠웨이트인 525,000명과 시아파 쿠웨이트인 300,000명이 있었다. 2002년, 미 국무부는 쿠웨이트 시민권자가 855,000명이 있고 그 중에 수니파 쿠웨이트 시민권자 525,000명 (수니파 61%, 시아파 39%)이 있다고 추정하였다. 2004년, 추정상 쿠웨이트 시민권자가 합계 913,000명, 수니파 쿠웨이트 시민권자가 추정상 600,000명, 시아파 쿠웨이트 시민권자가 300,000-350,000명이 있었다. 2007년, 쿠웨이트 시민권자 중 약 70%가 수니파에 속하고 나머지 30%가 시아파에 속하는 것으로 추정되었다. 2008년, '전략연구소'는 수니파인들이 인구의 60%를 이룬다고 추정하였다. 2022년, 쿠웨이트에 거주하는 무슬림 약 70%가 수니파 이슬람교에 속하고 나머지 30%가 시아파에 속한다고 추정되었다. 다른 인구 추정치에서는 80:20 비율이 제시되었다.

## 기독교

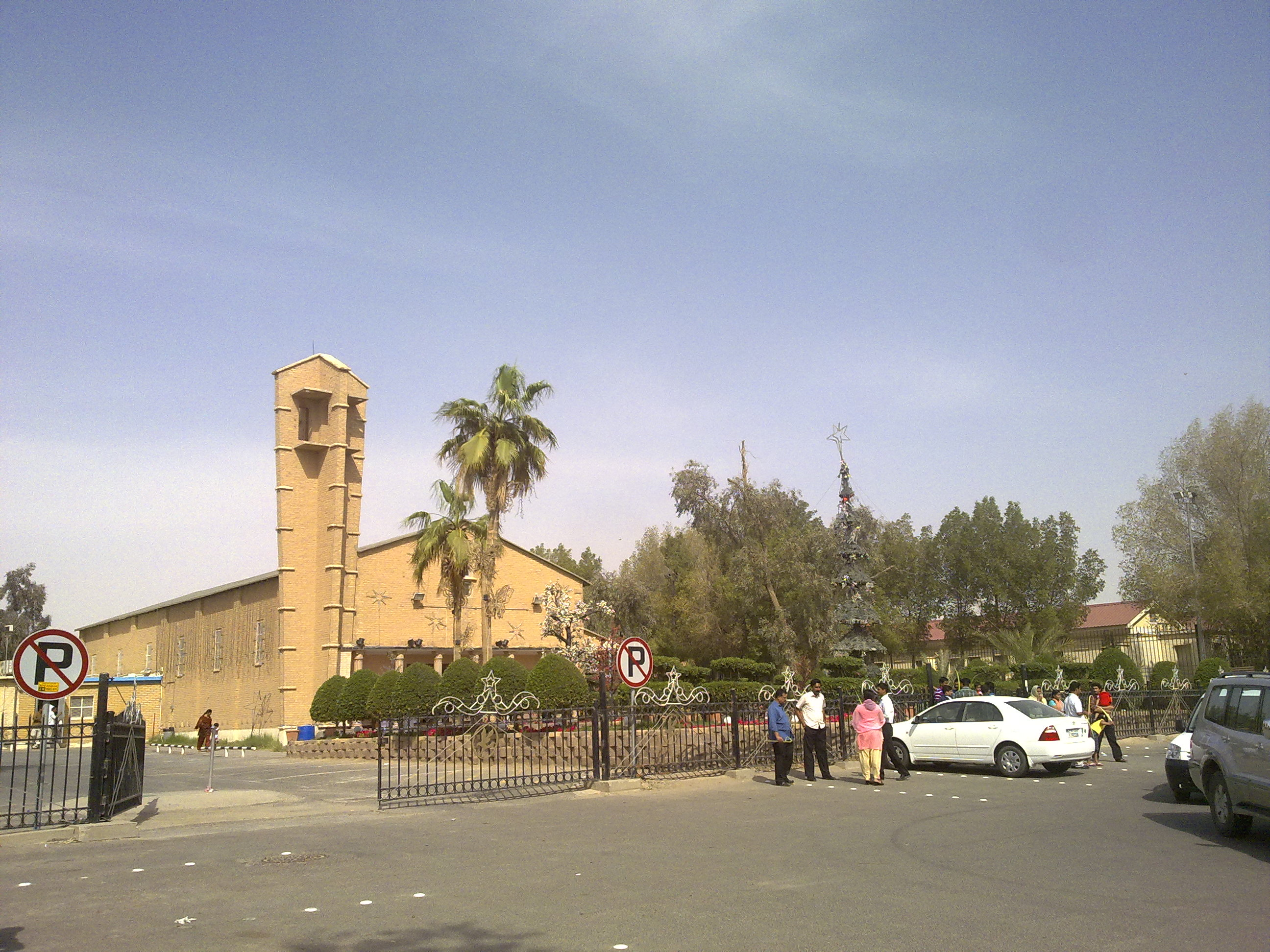
알아흐마디의 아라비아 성모 교회.

기독교는 쿠웨이트에서 소수 종교이다. 2020년, 추정상 쿠웨이트에 거주하는 기독교도 쿠웨이트인 289명이 있었다. 쿠웨이트는 바레인을 제외하면 시민권을 보유한 토착 기독교인들이 있는 유일한 걸프 협력 회의 회원국이다. 비시민권자 중에 17.93%에 해당하는 추정상 기독교인 837,585명이 존재한다 (2020년 12월 31일).
정부의 인가를 받은 기독교 종파에는 로마 가톨릭교회, 콥트 정교회, 쿠웨이트 복음교회 (개신교),  아르메니아 사도교회, 그리스 정교회, 그리스 가톨릭교회 (멜키트), 성공회, 예수 그리스도 후기 성도 교회 등이 있다. 또한 정부로부터 인가는 받지 못하고 소수의 신자들만 지닌 여러 기독교 종파들도 존재하며, 인도 정교회, 마르 토마 시리아 교회, 제칠일안식일예수재림교회 등이다. 비인가 종파들은 일반적으로 개인적으로 숭배를 하는 것을 자유다. 쿠웨이트 내에서 이슬람적 배경에서 기독교를 믿는 다수의 신자들도 존재하나, 대개 시민권자들은 아니다. 2015년 연구에서는 쿠웨이트 내 이러한 배경의 신자 약 350명이 있다고 추정하였다.

## 바하이교
2013년 실시된 공식 인구 조사는 무슬림, 기독교인, 그 외라고 하는 세 가지 종교 분류만 나타냈고, 그 외에는 겨우 18명만이 있었다. 바하이 신앙을 믿는 소수의 쿠웨이트 시민권자들이 존재하며, 다른 자료에서는 2022년 기준 쿠웨이트에 모두 약 400여 명의 바하이 신자들이 있다고 나타내었다.

## 유대교
1950년대 이전에는 유대계 쿠웨이트 가정들이 몇몇 있었으나, 1980년대쯤에 들어 모든 토착 유대계 가정들은 쿠웨이트를 떠났다.

## 힌두교
쿠웨이트에는 비시민권자 힌두교도가 추정상 300,000명이 존재한다.

## 불교
대략 비시민권자 불교도 100,000명이 쿠웨이트에 거주하고 있다.

## 시크교
쿠웨이트 내 추정상 10,000명의 비시민권자 시크교도가 존재한다.

## 민족별 종교 (2020년)
| 민족           | 이슬람교  | 이슬람교 | 기독교  | 기독교 | 그 외   | 그 외  | 합계      | 합계   |
| 민족           | #         | %        | #       | %      | #       | %      | #         | %      |
| -------------- | --------- | -------- | ------- | ------ | ------- | ------ | --------- | ------ |
| 쿠웨이트인     | 1,459,656 | 99.97%   | 290     | 0.01%  | 25      | 0.00%  | 1,459,970 | 31.25% |
| 아랍인         | 1,188,738 | 93.97%   | 69,574  | 5.48%  | 9,108   | 0.71%  | 1,267,420 | 27.13% |
| 아시아인       | 798,297   | 42.98%   | 728,000 | 39.19% | 330,928 | 17.81% | 1,857,224 | 39.76% |
| 아프리카인     | 16,250    | 35.05%   | 22,874  | 49.34% | 7,227   | 15.59% | 46,350    | 0.99%  |
| 유럽인         | 6,640     | 39.66%   | 9,043   | 54.04% | 1,050   | 6.29%  | 16,733    | 0.35%  |
| 미국인& 호주인 | 13,722    | 59.62%   | 8,095   | 35.17% | 1,198   | 5.20%  | 23,015    | 0.49%  |
| 쿠웨이트       | 3,483,300 | 74.57%   | 837,874 | 17.93% | 349,539 | 7.48%  | 4,670,713 | 100%   |

## 분쟁
종교는 쿠웨이트에서 민간 갈등의 원인이 되어왔다. 쿠웨이트 헌법은 종교의 자유를 비롯해 쿠웨이트의 관습을 간섭하지 않는 한 어떠한 종교도 믿을 권리를 부여하고 있다. 2012년 제19호 법은 특정 종교의 우월성을 근거로 한 폭력 행위와, 어느 집단에 대한 증오 또는 경멸을 조장하는 선동을 범죄로 규정하고 있다.
2022년 4월, 한 쿠웨이트 시민이 소셜 미디어에 댓글을 달고 나서 무신론자라는 혐의로 두 달간의 구금형과 KD10,000 ($33,000)의 벌금형이 부과되었다.
2023년, 쿠웨이트는 종교의 자유에 있어 4점 중에 2점을 기록했고 신성 모독은 처벌 가능한 범죄 행위이며 비무슬림들은 개인적으로 믿는 것은 가능하지만 선교 행위는 금지되어 있다.

## 같이 보기
- 쿠웨이트의 로마 가톨릭교회
- 쿠웨이트의 종교의 자유
- 쿠웨이트의 인구